# Sikorsky CH-53E Super Stallion
Le Sikorsky CH-53E Super Stallion (en anglais, Super étalon) est un hélicoptère de transport lourd développé par Sikorsky Aircraft pour le Corps des Marines des États-Unis sur la base du CH-53 Sea Stallion. Les modifications principales apportées sont l'addition d'un troisième moteur, d'une septième pale au rotor principal et la possibilité de basculer le rotor de queue de 20 degrés. L'appareil est équipé d'une rampe de chargement à l'arrière et capable d’emporter des véhicules légers ou des pièces d’artillerie. Le Sikorsky MH-53E Sea Dragon a été conçu pour les besoins de la marine américaine dans les dragages de mines aéroportés (AMCM) et de transport lourd.

## Développement

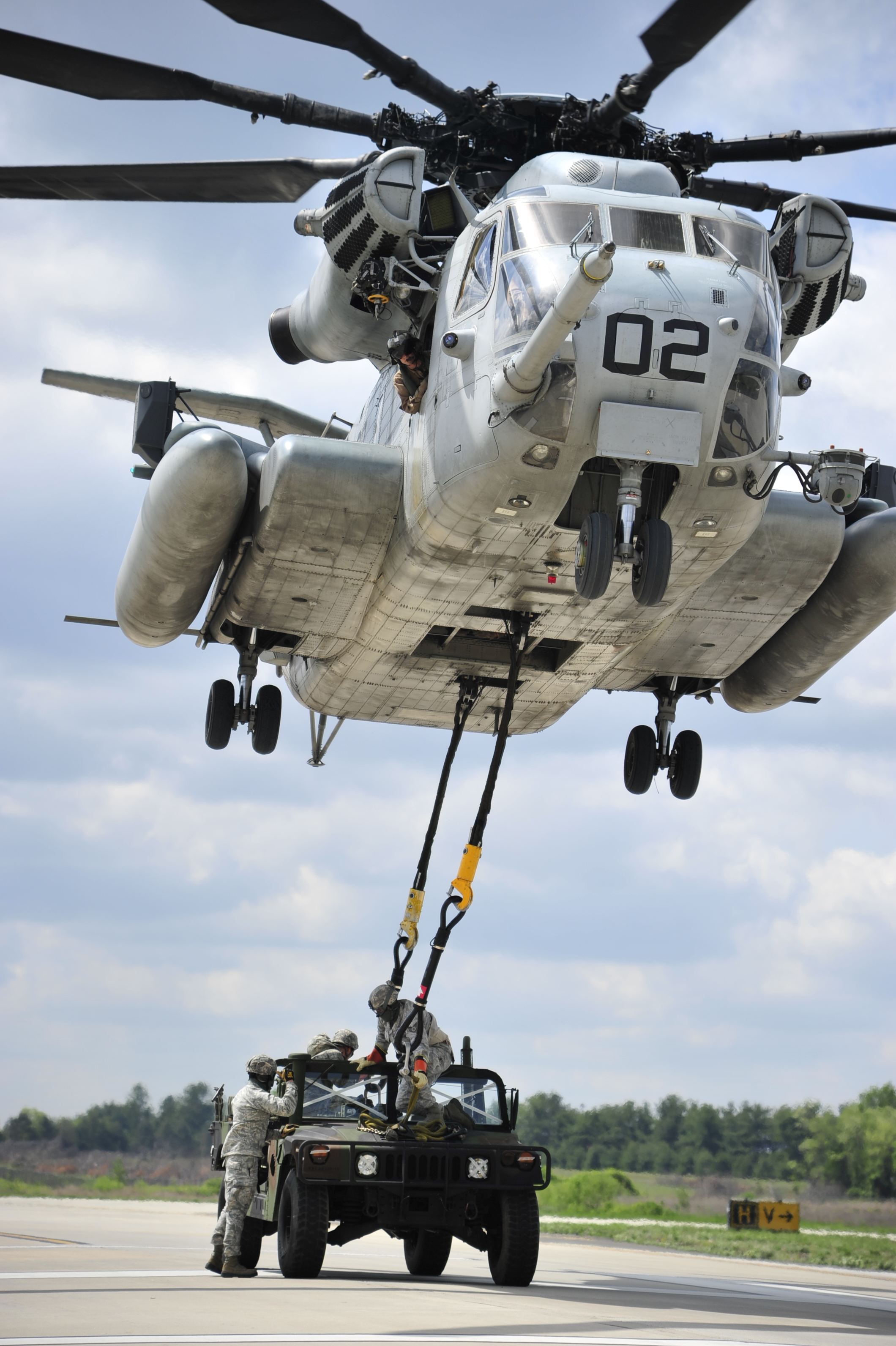
Un CH-53E transportant un Humvee.

En octobre 1967, le Corps des Marines des États-Unis requiert un hélicoptère avec une capacité de levage de 1,8 fois celle du CH-53D et adapté au pont des navires d'assaut amphibies. L'US Navy et l'US Army cherchaient également des hélicoptères semblables à l'époque. Sikorsky a proposé la conception du S-80 qui a été retenue et un hélicoptère développé pour des évaluations pratiques. En 1970, contre la pression du secrétaire de la Défense des États-Unis de prendre le Boeing Vertol XCH-62 en cours de développement pour l'Armée, la Marine et les Marines, Sikorsky a montré que l'hélicoptère était trop grand pour être utilisé sur des navires de débarquement et la société a été autorisée à poursuivre son travail. Les prototypes ont été équipés d'un troisième moteur et un système de rotor plus grand avec une septième pale au début des années 1970. Le HCY-53E effectue son premier vol le 1er mars 1974.
Le CH-53E  disposait également d'une transmission plus puissante, d'un fuselage allongé, porté à 1,88 m. Les pales du rotor ont été changés par un composite fibre de verre-titane. La configuration de queue a été également modifiée, la queue horizontale symétrique à faible montée a été remplacée par un empennage vertical plus grand et le rotor de queue incliné à la verticale afin de fournir une portance en vol stationnaire plus élevée. Un nouveau système de contrôle de vol automatique et un système de commande de vol numérique afin de faciliter le pilotage de l'appareil ont également été développés.
Les tests ont montré qu'il pouvait lever 17,8 tonnes et sans une charge externe, pourrait atteindre 310 km/h. Le contrat de production initial est attribué en 1978, et la mise en service arrive en février 1981. La marine américaine a acquis le CH-53E en petit nombre pour le réapprovisionnement de bord. Les Marines et la Marine ont acquis un total de 177 unités.
La Marine des Etats-Unis a demandé une version du CH-53E pour les forces aéroportées de lutte contre les mines, désignée MH-53E Sea Dragon. Les flotteurs sont sensiblement plus grands, ainsi que le stockage de carburant et le rayon d'action. Le système de commande de vol numérique du MH-53E inclut des fonctionnalités spécifiquement conçues pour aider les engins de remorquage de déminage. Le prototype MH-53E a effectué son premier vol le 23 décembre 1981 et le premier livré le 26 juin 1986, un total de 46 appareils ont été livrés.
En 2014, environ 150 hélicoptères CH-53E étaient en service dans les Marines et 28 autres MH-53E dans l'US Navy. Le CH-53 nécessite alors 44 heures de maintenance par heure de vol. Une heure de vol coûte environ 20 000 dollars américains,.

## Versions
- HCY-53E : désignation militaire des États-Unis pour les prototypes de deux Sikorsky S-65E (plus tard S-80E)
- CH-53E Super Stallion : variante de transport lourd du S-80E de la Navy et des Marines, 170 construits.
- MH-53E Sea Dragon : variante du S-80M de lutte contre les mines de la Marine, 50 construit.
- VH-53F : variante de transport présidentiel (non construit)
- S-80E : variante du CH-53E pour l'export  (non construit)
- S-80M : variante du MH-53E pour l'export, 11 construit pour le Japon. Première livraison en 1989, entré en service en 1990, le dernier fut retiré en 2017, remplacé par 14 MCH101 Merlin[4].

## Opérateurs
[Quand ?]
 Japon

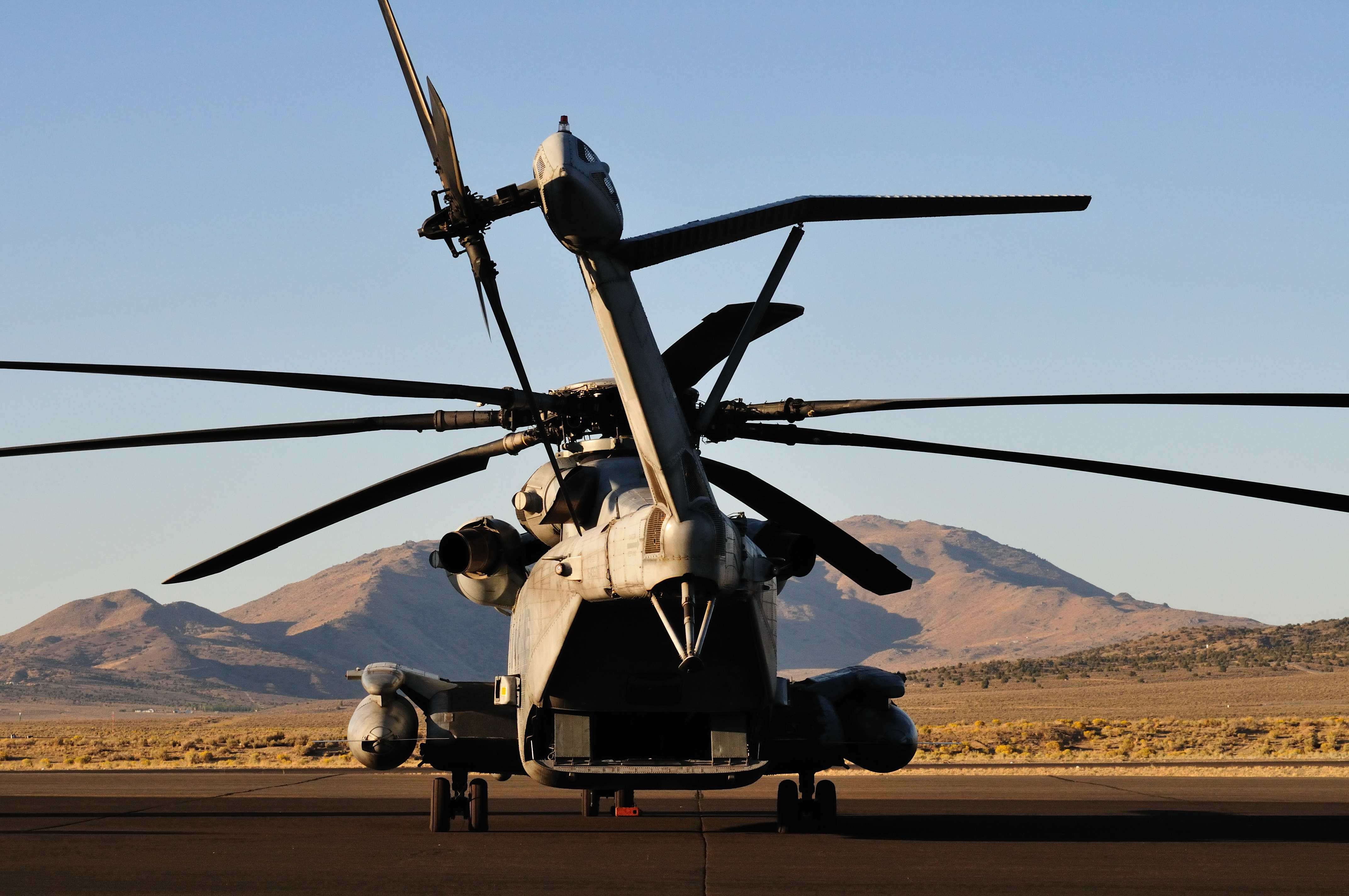
Un CH-53E vu de l'arrière.

- Force maritime d'autodéfense japonaise (1990-2017)

 États-Unis
- United States Marine Corps Aviation
  - Marine Heavy Helicopter Squadron no 361 (HMH-361)
  - Marine Heavy Helicopter Squadron no 366 (HMH-366)
  - Marine Heavy Helicopter Squadron no 461 (HMH-461)
  - Marine Heavy Helicopter Squadron no 462 (HMH-462)
  - Marine Heavy Helicopter Squadron no 464 (HMH-464)
  - Marine Heavy Helicopter Squadron no 465 (HMH-465)
  - Marine Heavy Helicopter Squadron no 466 (HMH-466)
  - Marine Heavy Helicopter Squadron no 769 (HMH-769)
  - Marine Heavy Helicopter Squadron no 772 (HMH-772)
- United States Navy
  - Helicopter Combat Support Squadron  no 1
  - Helicopter Combat Support Squadron no 4
  - Helicopter Mine Countermeasures Squadron no 14 (HM-14)
  - Helicopter Mine Countermeasures Squadron no 15 (HM-15)